# OLFM1
OLFM1 (англ. Olfactomedin 1) – білок, який кодується однойменним геном, розташованим у людей на короткому плечі 9-ї хромосоми. Довжина поліпептидного ланцюга білка становить 485 амінокислот, а молекулярна маса — 55 343.
| 10         |  | 20         |  | 30         |  | 40         |  | 50         |
| ---------- |  | ---------- |  | ---------- |  | ---------- |  | ---------- |
| MSVPLLKIGV |  | VLSTMAMITN |  | WMSQTLPSLV |  | GLNTTKLSAA |  | GGGTLDRSTG |
| VLPTNPEESW |  | QVYSSAQDSE |  | GRCICTVVAP |  | QQTMCSRDAR |  | TKQLRQLLEK |
| VQNMSQSIEV |  | LDRRTQRDLQ |  | YVEKMENQMK |  | GLESKFKQVE |  | ESHKQHLARQ |
| FKAIKAKMDE |  | LRPLIPVLEE |  | YKADAKLVLQ |  | FKEEVQNLTS |  | VLNELQEEIG |
| AYDYDELQSR |  | VSNLEERLRA |  | CMQKLACGKL |  | TGISDPVTVK |  | TSGSRFGSWM |
| TDPLAPEGDN |  | RVWYMDGYHN |  | NRFVREYKSM |  | VDFMNTDNFT |  | SHRLPHPWSG |
| TGQVVYNGSI |  | YFNKFQSHII |  | IRFDLKTETI |  | LKTRSLDYAG |  | YNNMYHYAWG |
| GHSDIDLMVD |  | ESGLWAVYAT |  | NQNAGNIVVS |  | RLDPVSLQTL |  | QTWNTSYPKR |
| SAGEAFIICG |  | TLYVTNGYSG |  | GTKVHYAYQT |  | NASTYEYIDI |  | PFQNKYSHIS |
| MLDYNPKDRA |  | LYAWNNGHQI |  | LYNVTLFHVI |  | RSDEL      |  |            |

A: Аланін

C: Цистеїн

D: Аспарагінова кислота

E: Глутамінова кислота

F: Фенілаланін

G: Гліцин

H: Гістидин

I: Ізолейцин

K: Лізин

L: Лейцин

M: Метіонін

N: Аспарагін

P: Пролін

Q: Глутамін

R: Аргінін

S: Серин

T: Треонін

V: Валін

W: Триптофан

Кодований геном білок за функцією належить до білків розвитку. 
Задіяний у такому біологічному процесі, як альтернативний сплайсинг. 
Локалізований у клітинних контактах, ендоплазматичному ретикулумі, клітинних відростках, синапсах.
Також секретований назовні.